# Maria Jany
Maria Jany (* 1975 in Göttingen) ist eine deutsche Schauspielerin und Synchronsprecherin.

## Leben
Jany wuchs in Göttingen auf. Zur Schauspielerin wurde sie am Europäischen Theaterinstitut in Berlin ausgebildet und war fortan unter anderem am Thalia Theater in Halle und an der Berliner Tribüne engagiert, sowie über Jahre für „Klassik am Meer“ auf Usedom und für Tourneen mit der Konzertdirektion Landgraf. Darüber hinaus war sie in verschiedenen Fernsehserien zu sehen, darunter SOKO Leipzig, Polizeiruf 110 oder in dem Kinderspielfilm Löwenzahn – Das Kinoabenteuer. Seit 2009 ist sie festes Ensemblemitglied am Berliner Kriminal Theater, wo sie in diversen Produktionen zu sehen ist, unter anderem Die Mausefalle, Tod auf dem Nil, Arsen und Spitzenhäubchen, Fisch zu viert, Der Zinker, Cocktail für eine Leiche und andere. Für Tod auf dem Nil und Der Zinker erstellte sie auch die Bühnenbearbeitung.
Neben ihrer Tätigkeit auf der Bühne ist sie auch als Synchronsprecherin, Dialogbuchautorin, Übersetzerin und Regisseurin tätig.
Jany hat mit dem Schlagzeuger Titus Jany (The Inchtabokatables) Zwillinge und lebt in Berlin.

## Synchronrollen (Auswahl)
- 2003: Prinz Goldkörnchen – Jana Bernaskova als Andrea
- 2008: Ghost Whisperer – Stimmen aus dem Jenseits (Fernsehserie) – Marina Benedict als Mary Billings
- 2014: Spring – Vanessa Bednar als Gail
- 2015: Hangman – Kate Ashfield als Beth
- 2016: Apprentice – Mastura Ahmad als Suhaila
- 2019–2020: The Walking Dead (Fernsehserie) – Samantha Morton als Alpha
- 2022, 2025: Navy CIS für Jessica Gardner als Olivia Kahn
- 2023: Navy CIS: L.A. für Teya Patt als Cindy Ferguson

## Veröffentlichungen
- mit Titus Jany: Das Fort der Verdammten. Roman. FvW-Verlag, Berlin 2004[1]
- Übersetzung: Graham Greene, „Unser Mann in Havanna“; für die Bühne adaptiert von Giles Havergale. Kiepenheuer Bühnenverlag, Berlin 2019